# Autouillet
Ne pas confondre avec l'ancienne commune d'Authouillet, située dans l'Eure, désormais partie de la commune d'Autheuil-Authouillet
Autouillet est une commune française située dans le département des Yvelines, en région Île-de-France.

## Géographie

### Situation
Le village est situé à l'extrémité nord de la plaine de Montfort-l'Amaury en limite de la forêt de Thoiry.

### Hydrographie
Quelques ruisseaux traversent la commune : le Ru Merdron et le Ru de Gaumé, notamment.

### Communes limitrophes
| Thoiry             |                   | Marcq   |
| Villiers-le-Mahieu | Autouillet        | Auteuil |
| Garancières        | Boissy-sans-Avoir |         |

### Transports et voies de communications

#### Réseau routier
La circulation routière est assurée par la voirie communale. La route départementale 11 longe le nord du territoire communal sur environ 600 mètres.

#### Desserte ferroviaire
Les gares ferroviaires les plus proches de la commune sont celles de Montfort-l'Amaury - Méré à 6 km et Beynes à 6,5 km.

#### Bus
La commune est desservie par les lignes 35 et 40 du réseau de bus Centre et Sud Yvelines et par la ligne 78 du réseau de bus Île-de-France Ouest.

### Climat
Pour des articles plus généraux, voir Climat de l'Île-de-France et Climat des Yvelines.
En 2010, le climat de la commune est de type climat océanique dégradé des plaines du Centre et du Nord, selon une étude du CNRS s'appuyant sur une série de données couvrant la période 1971-2000. En 2020, Météo-France publie une typologie des climats de la France métropolitaine dans laquelle la commune est exposée à un climat océanique et est dans la région climatique Sud-ouest du bassin Parisien, caractérisée par une faible pluviométrie, notamment au printemps (120 à 150 mm) et un hiver froid (3,5 °C).
Pour la période 1971-2000, la température annuelle moyenne est de 10,4 °C, avec une amplitude thermique annuelle de 14,6 °C. Le cumul annuel moyen de précipitations est de 689 mm, avec 10,8 jours de précipitations en janvier et 7,8 jours en juillet. Pour la période 1991-2020, la température moyenne annuelle observée sur la station météorologique la plus proche, située sur la commune de Maule à 8 km à vol d'oiseau, est de 11,8 °C et le cumul annuel moyen de précipitations est de 677,0 mm,. Pour l'avenir, les paramètres climatiques de la commune estimés pour 2050 selon différents scénarios d'émission de gaz à effet de serre sont consultables sur un site dédié publié par Météo-France en novembre 2022.

## Urbanisme

### Typologie
Au 1er janvier 2024, Autouillet est catégorisée bourg rural, selon la nouvelle grille communale de densité à sept niveaux définie par l'Insee en 2022.
Elle est située hors unité urbaine. Par ailleurs la commune fait partie de l'aire d'attraction de Paris, dont elle est une commune de la couronne,. Cette aire regroupe 1 929 communes,.

### Occupation des solssimplifiée
Le territoire de la commune se compose en 2017 de 89,41 % d'espaces agricoles, forestiers et naturels, 4,57 % d'espaces ouverts artificialisés et 6,02 % d'espaces construits artificialisés.

## Toponymie
Le nom de la localité est attesté sous la forme Autoletum vers 1272.
Autouillet est le diminutif d'Auteuil.
A pour origine le radical latin altus (haut), qui existait sans doute aussi en gaulois puisqu'il subsiste en irlandais le mot alt (hauteur) et en gallois allt (falaise), et du gaulois ialos ayant le sens de « clairière, espace découvert », le gallois tir ial (terrain découvert) le confirme. On a dû beaucoup défricher à l'époque celtique, car les noms issus de composés avec -ialo sont légion en France, avec des finales aujourd'hui diversifiées selon les régions. En Île-de-France, ces finales sont normalement -eil ou –euil, issues des formes mérovingiennes et carolingiennes en ogilum, oilum, qui gardent le souvenir de la voyelle -o (-o-ialo).

## Histoire

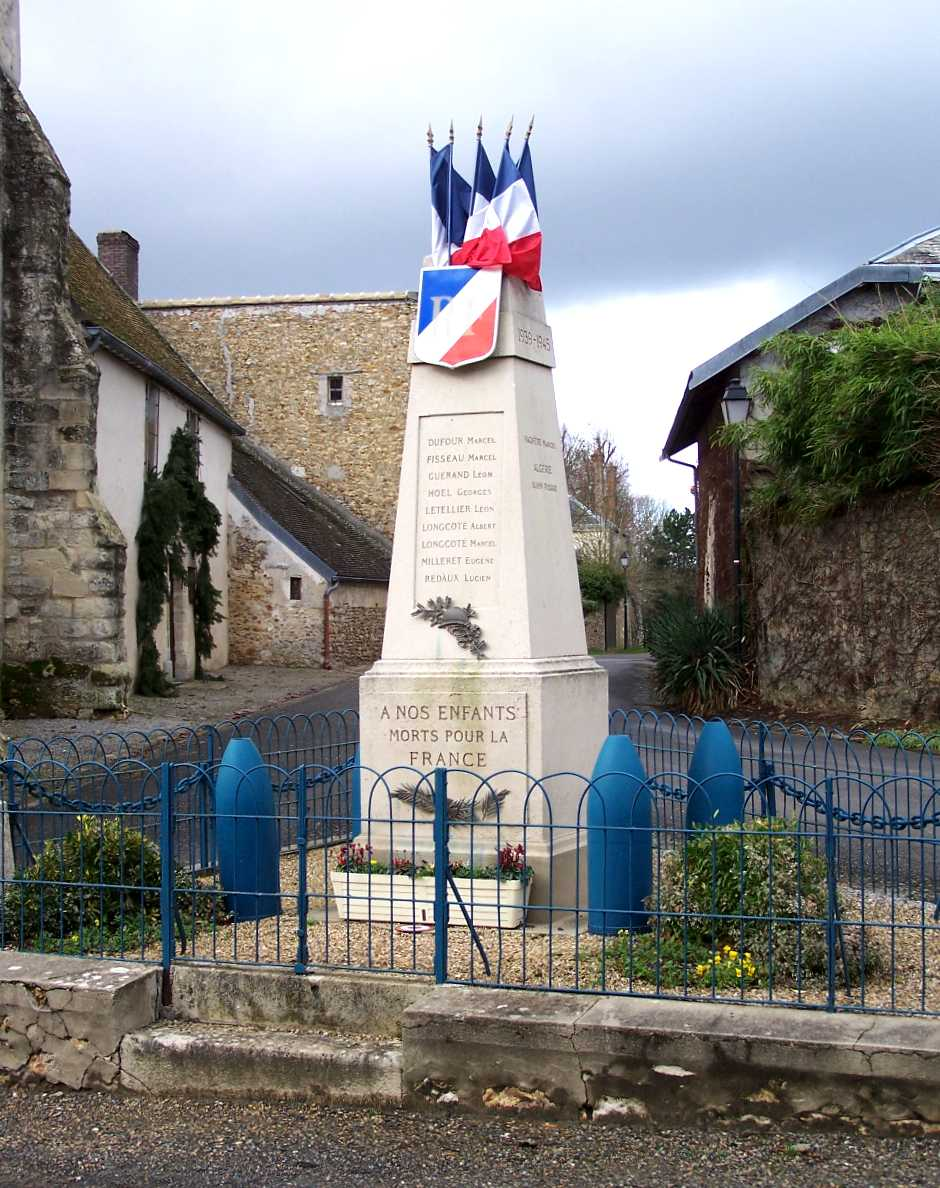
Le monument aux morts.

## Politique et administration

### Liste des maires
| Période                                  | Période  | Identité             | Étiquette | Qualité      |
| ---------------------------------------- | -------- | -------------------- | --------- | ------------ |
| Les données manquantes sont à compléter. |          |                      |           |              |
| 1810                                     | ?        | Bouthillier-Chavigny |           | noble émigré |
|                                          |          |                      |           |              |
| 1945                                     | 1946     | Albert Crémieux      |           |              |
|                                          |          |                      |           |              |
| 2001                                     | 2014     | Arlette Lhériau      |           |              |
| 2014                                     | En cours | Françoise Lénard     | DVD       | Retraitée    |

## Population et société

### Démographie

#### Évolution démographique
L'évolution du nombre d'habitants est connue à travers les recensements de la population effectués dans la commune depuis 1793. Pour les communes de moins de 10 000 habitants, une enquête de recensement portant sur toute la population est réalisée tous les cinq ans, les populations de référence des années intermédiaires étant quant à elles estimées par interpolation ou extrapolation. Pour la commune, le premier recensement exhaustif entrant dans le cadre du nouveau dispositif a été réalisé en 2004.

En 2022, la commune comptait 655 habitants, en évolution de +38,48 % par rapport à 2016 (Yvelines : +2,72 %, France hors Mayotte : +2,11 %).
| 1793 | 1800 | 1806 | 1821 | 1831 | 1836 | 1841 | 1846 | 1851 |
| ---- | ---- | ---- | ---- | ---- | ---- | ---- | ---- | ---- |
| 272  | 261  | 259  | 274  | 275  | 278  | 247  | 247  | 250  |

| 1856 | 1861 | 1866 | 1872 | 1876 | 1881 | 1886 | 1891 | 1896 |
| ---- | ---- | ---- | ---- | ---- | ---- | ---- | ---- | ---- |
| 238  | 220  | 231  | 218  | 231  | 231  | 224  | 223  | 223  |

| 1901 | 1906 | 1911 | 1921 | 1926 | 1931 | 1936 | 1946 | 1954 |
| ---- | ---- | ---- | ---- | ---- | ---- | ---- | ---- | ---- |
| 228  | 229  | 200  | 176  | 193  | 167  | 171  | 183  | 165  |

| 1962 | 1968 | 1975 | 1982 | 1990 | 1999 | 2004 | 2006 | 2009 |
| ---- | ---- | ---- | ---- | ---- | ---- | ---- | ---- | ---- |
| 160  | 149  | 189  | 270  | 251  | 348  | 429  | 453  | 466  |

| 2014 | 2019 | 2022 | - | - | - | - | - | - |
| ---- | ---- | ---- | - | - | - | - | - | - |
| 470  | 584  | 655  | - | - | - | - | - | - |

#### Pyramide des âges
En 2018, le taux de personnes d'un âge inférieur à 30 ans s'élève à 34,3 %, soit en dessous de la moyenne départementale (38,0 %). À l'inverse, le taux de personnes d'âge supérieur à 60 ans est de 21,9 % la même année, alors qu'il est de 21,7 % au niveau départemental.
En 2018, la commune comptait 274 hommes pour 273 femmes, soit un taux de 50,09 % d'hommes, légèrement supérieur au taux départemental (48,68 %).
Les pyramides des âges de la commune et du département s'établissent comme suit.
| Hommes | Classe d’âge | Femmes |
| ------ | ------------ | ------ |
| 0,0    | 90 ou +      | 1,0    |
| 5,5    | 75-89 ans    | 4,1    |
| 17,1   | 60-74 ans    | 16,1   |
| 24,9   | 45-59 ans    | 23,0   |
| 18,8   | 30-44 ans    | 20,9   |
| 14,7   | 15-29 ans    | 16,6   |
| 19,1   | 0-14 ans     | 18,2   |

| Hommes | Classe d’âge | Femmes |
| ------ | ------------ | ------ |
| 0,6    | 90 ou +      | 1,4    |
| 6      | 75-89 ans    | 7,8    |
| 13,5   | 60-74 ans    | 14,8   |
| 20,7   | 45-59 ans    | 20,1   |
| 19,6   | 30-44 ans    | 19,9   |
| 18,5   | 15-29 ans    | 16,8   |
| 21,2   | 0-14 ans     | 19,2   |

### Enseignement
La commune possède une école élémentaire publique.

## Économie
- Exploitations agricoles.

## Culture locale et patrimoine

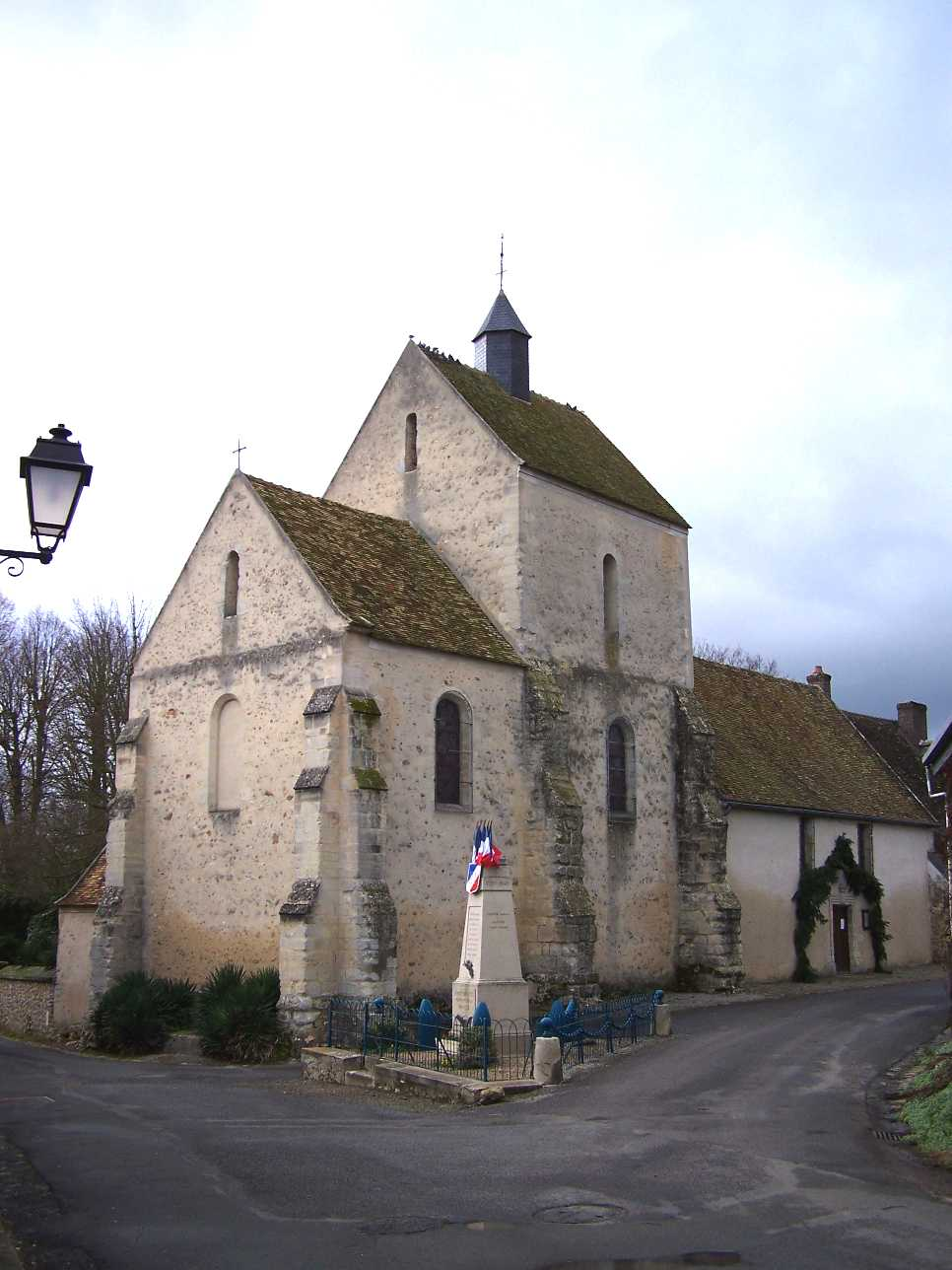
L'église Notre-Dame-de-l'Assomption.

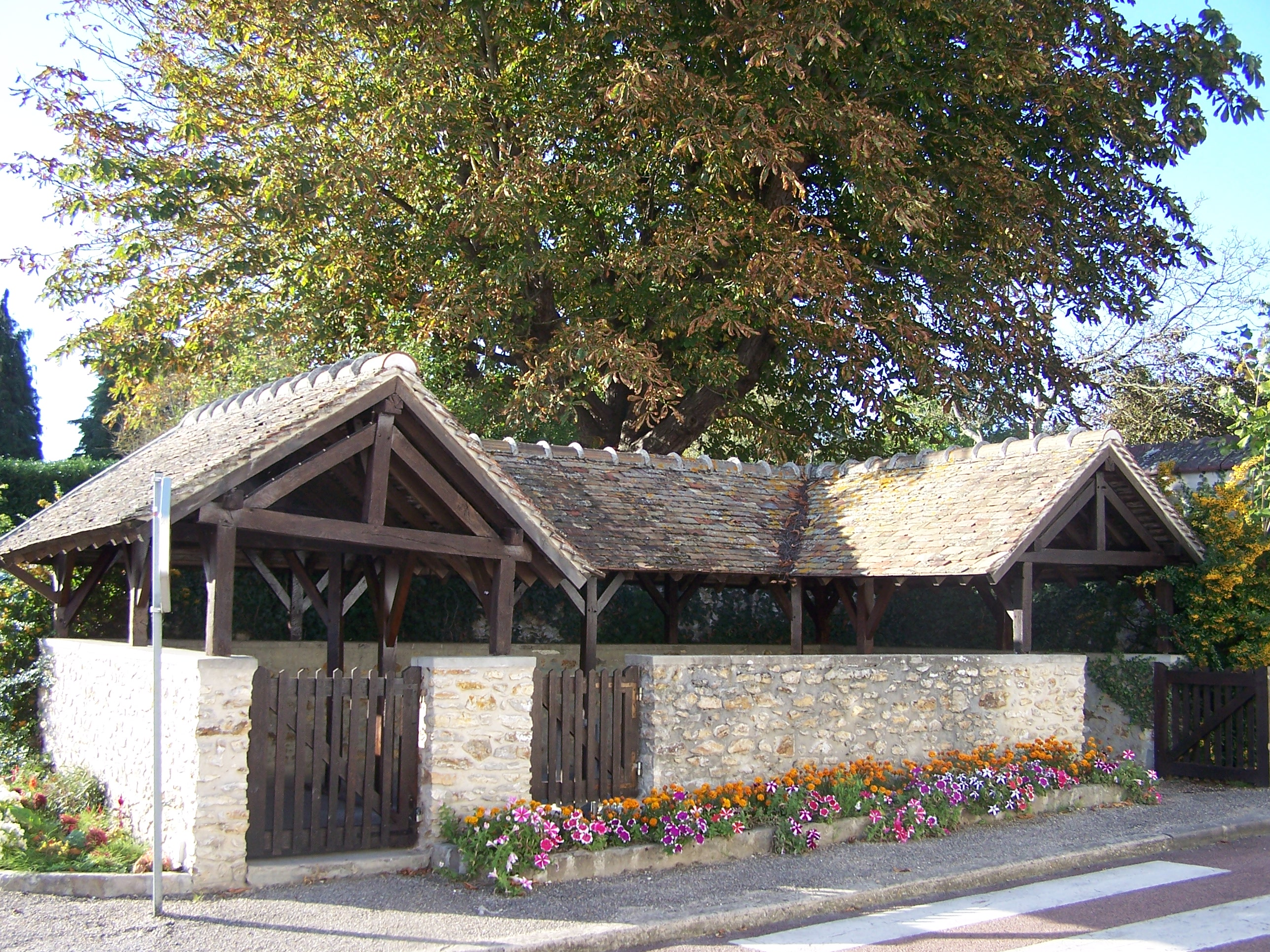
Le lavoir communal.

### Lieux et monuments
- Château du XIXe siècle.
- Lavoir communal.
- Église Notre-Dame-de-l'Assomption classée monument historique en 1946[23].

La construction du chœur et de l’avant-chœur de cette église, remonte au XIIe siècle (1140-1150) et aux XVIe et XVIIe siècles pour la nef.
- Tombe du général Ordonneau (1770-1855).

### Personnalités liées à la commune
- Frank Myers Boggs, artiste peintre, vécut à Autouillet avec sa famille (dont son fils le futur peintre Frank-Will) entre 1900 et 1910. Les plus anciens tableaux répertoriés de Frank-Will, datés de 1916, représentent des paysages des alentours d'Autouillet.
- Albert Crémieux (1885-1954), intellectuel français.
- Michel Henriquet (1924-2014), cavalier français de dressage.
- Louis Ordonneau (1770-1855), général des armées de la République et de l'Empire, né à Saint-Maurice (Charente-Maritime), mort et enterré dans la commune.
- Daniel Schwartz (1917-2009), statisticien.
- Bertrand Schwartz (1919-2016), haut fonctionnaire français.
- Laurent Schwartz (1915-2002), mathématicien français[24],[25], enterré dans la commune.

### Héraldique
| Blason de Autouillet | Blason  | D'azur à la fasce ondée abaissée d'argent portant la mention AUTOUILLET, accompagnée en chef d'une église et en pointe d'une branche de vigne posée en fasce, fruitée de trois pièces et feuillée à l'identique, le tout d'or. |
| Blason de Autouillet | Détails | Le statut officiel du blason reste à déterminer. |